# Roberto Rivelino
Roberto Rivelino (také Rivellino; * 1. leden 1946, São Paulo) je bývalý brazilský fotbalista. Hrával na pozici ofenzivního záložníka. S brazilskou fotbalovou reprezentací vyhrál mistrovství světa roku 1970 a získal bronzovou medaili na mistrovství světa 1978. Hrál i na šampionátu 1974, kde Brazílie obsadila čtvrté místo. Za národní tým celkem odehrál 92 utkání a vstřelil 26 branek. Pelé ho roku 2004 zařadil mezi 125 nejlepších žijících fotbalistů.